# چشم‌گشوده‌ها
چشم‌گشوده‌ها (نام علمی: Euryops) نام یک سرده از تبار پیرگیاه‌تباران است.